# Leucania flavipunctum
Leucania flavipunctum là một loài bướm đêm trong họ Noctuidae.